# 高島隆平
高島 隆平（たかしま りゅうへい、1919年（大正8年）3月28日 - 2014年（平成26年）12月3日）は日本の実業家、元朝日生命保険社長・会長。岐阜県出身。

## 略歴
- 1919年（大正8年） - 友平の長男として生まれる。
- 1941年（昭和16年） - 早稲田大学商学部を卒業、帝国生命（現・朝日生命保険）へ入社。
- 1968年（昭和43年） - 同社代表取締役に就任。
- 1970年（昭和45年） - 同社代表取締役常務に就任。
- 1973年（昭和48年） - 同社代表取締役専務に就任。
- 1974年（昭和49年） - 同社代表取締役副社長に就任。
- 1975年（昭和50年） - 同社代表取締役社長に就任。
- 1986年（昭和61年） - 同社代表取締役会長に就任。
- 2014年（平成26年）12月3日 - 肺炎のため、東京都杉並区の病院で死去、95歳[1]。
- その他、大昭和製紙・佐々木硝子各取締役、横浜ゴム・アキレス・日本ピストンリング・富士電機・日本通運・日本ゼオン・古河電気工業・富士通・旭電化工業各監査役、関東テニス協会会長、日本テニス協会副会長、日本経済団体連合会常任理事などを歴任した。

## 受章・受賞
- 1979年（昭和54年） - 藍綬褒章受章。
- 1989年（平成元年） - 勲二等旭日重光章受章。

## 参考
- 交詢社 第69版 『日本紳士録』 1986年